# 195 Broadway
195 Broadway, también conocido como Telephone Building, Telegraph Building o Western Union Building, es un edificio de 29 pisos en Broadway en el Distrito Financiero de Manhattan, Nueva York. Fue la antigua sede de AT&T y de Western Union. Ocupa todo el lado occidental de Broadway desde Dey Street hasta Fulton Street.
El sitio fue ocupado anteriormente por el Western Union Telegraph Building. El rascacielos actual, encargado después de la adquisición de Western Union por AT&T en 1909, se construyó de 1912 a 1916 bajo el liderazgo de Theodore Newton Vail, según los diseños de William W. Bosworth, aunque una sección no se completó sino hasta 1922. Fue el sitio de una final de la primera llamada telefónica transcontinental, la primera llamada telefónica interurbana con imagen y la primera llamada telefónica transatlántica. Aunque la sede de AT&T se trasladó a 550 Madison Avenue en 1984, 195 Broadway sigue en uso como edificio de oficinas a partir de 2020.
El diseño de Bosworth fue fuertemente influenciado por los griegos: aunque la fachada está hecha de granito blanco de Vermont, presenta capas de columnas de granito gris en estilos dórico y jónico, así como varias ornamentaciones de inspiración griega. La esquina noroeste del edificio fue diseñada de manera similar a un campanario con un techo escalonado, que anteriormente sostenía la estatua del Spirit of Communication. El diseño griego se trasladó al gran vestíbulo, revestido con paredes y pisos de mármol, y que tiene adornos escultóricos de Paul Manship y Gaston Lachaise. Los espacios exteriores e interiores del primer piso fueron designados como hitos de la ciudad por la Comisión para la Preservación de Monumentos Históricos de Nueva York en 2006.

## Historia

### Contexto y planificación

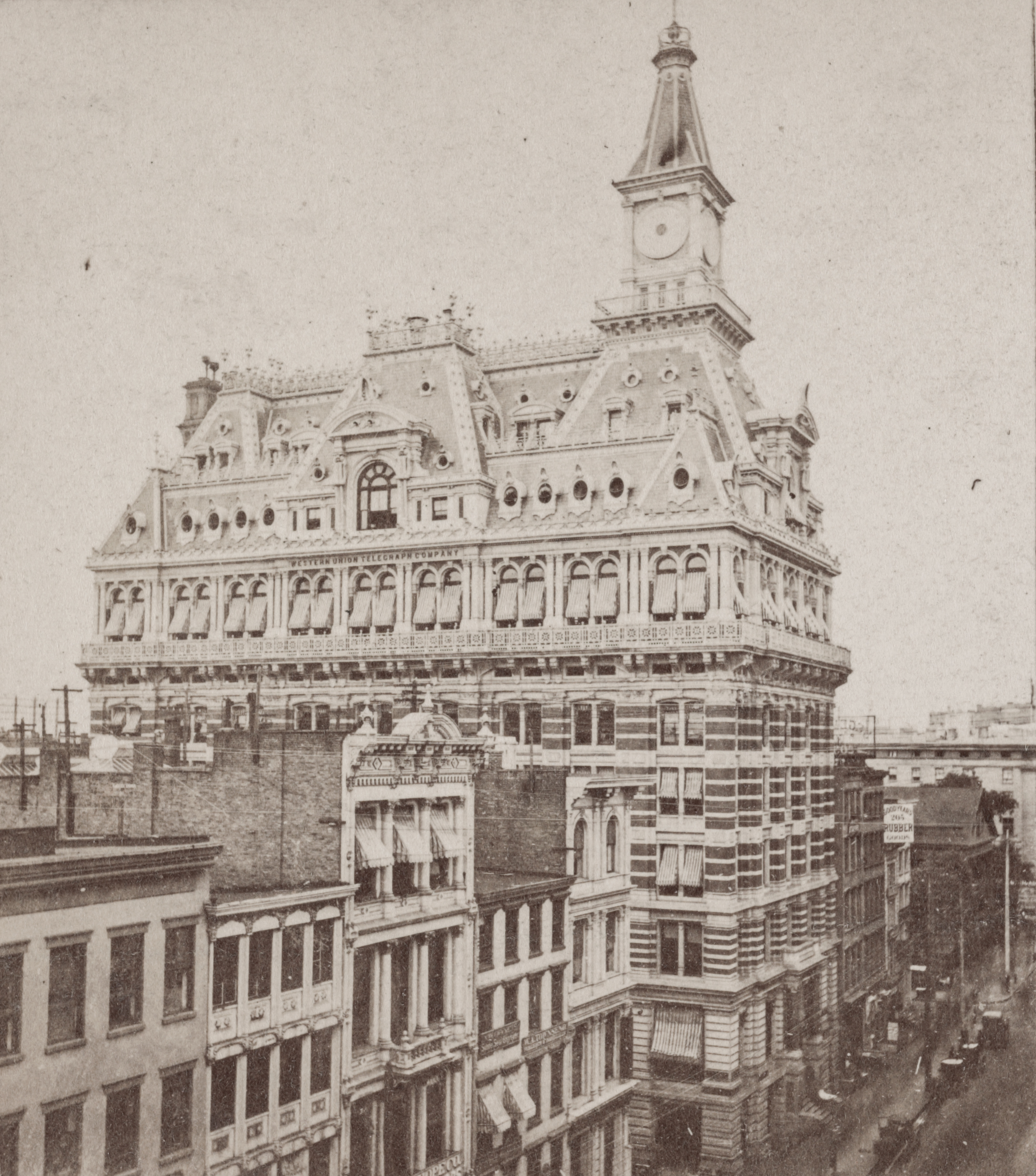
El Western Union Telegraph Building se encontraba anteriormente en el sitio del rascacielos actual.

De 1885 a 1910, AT&T tenía su sede en 125 Milk Street en Boston. El edificio actual en 195 Broadway fue construido bajo el liderazgo del presidente de AT&T, Theodore Newton Vail, quien había asumido el cargo en 1907 y asumió el mismo título en Western Union en 1909 cuando AT&T compró esa empresa. En ese momento, el sitio estaba ocupado por el Western Union Telegraph Building.
En 1910 AT&T reveló planes para mejorar las oficinas de Western Union "para el alojamiento del público y el bienestar" de los trabajadores. A William W. Bosworth, el arquitecto que diseñó la finca de John D. Rockefeller en Kykuit, se le ofreció el encargo de diseñar el 195 Broadway en noviembre de 1911. Simultáneamente, el trabajo continuó en 24 Walker Street, un edificio de operaciones compartidas construido más al norte entre 1911 y 1914.

### Construcción
En 1912, se idearon los planes para un edificio de la sede de 29 pisos que se construiría en la acera occidental de Broadway en la cuadra que se extiende desde Dey Street hasta la calle Fulton. El plan implicaba la construcción de un ala en la esquina de la calle Dey, seguida de la segunda ala en la esquina de Fulton.
Para minimizar la interrupción de las operaciones de Western Union, el nuevo edificio se construyó en varias partes y se organizó la 195 Broadway Corporation para hacerse cargo de la operación de la estructura existente. El trabajo comenzó primero en el anexo de la calle Dey; el edificio anexo de Western Union en 14-18 Dey Street fue demolido en 1912, y los empleados de Western Union se mudaron del antiguo edificio a la calle Walker en junio de 1914. El anexo de Dey se completó a finales de 1914.  El nuevo edificio 195 de Broadway se declaró terminado en 1916, tras lo cual 3500 empleados de AT&T y sus subsidiarias se mudaron a la estructura.
La 195 Broadway Corporation también compró varias parcelas de tierra adyacentes para garantizar que la nueva estructura cumpliera con la próxima Ley de Zonificación de 1916, que estableció límites en la construcción de masas a ciertas alturas. Específicamente, el edificio Mail and Express entre las calles Dey y Fulton fue adquirido en febrero de 1916, seguido de la adquisición del edificio 205 Broadway de cuatro pisos en Fulton en julio, días antes de que la ley de zonificación entrara en vigencia.
Luego se ordenó a Bosworth que preparara planes para tres anexos de 27 pisos. La escasez de material debido a la Primera Guerra Mundial impidió la expansión y hubo numerosos reductos. 195 Broadway Corp. compró las estructuras de la Facultad de Derecho de Nueva York en 172-174 Fulton Street en agosto de 1918, momento en el que poseía casi toda la manzana delimitada por las calles Broadway y Dey, Fulton y Church. Sin embargo, el permiso de construcción venció el mes anterior. Bosworth presentó planes para una adición más pequeña para completar la esquina de Fulton y Broadway en diciembre de 1919. Inicialmente este fue denegado por violar la restricción de altura de la ley de zonificación, pero al mes siguiente, la junta de apelaciones de la ciudad permitió que continuara la construcción. El tramo de esquina se terminó en 1922, completando así la sede original. Esta sección incluía una tienda para los Benedict Brothers, joyeros que resistieron durante la construcción original y solo aceptaron ceder su edificio a cambio de espacio comercial en el nuevo inmueble.

### Sede de AT&T

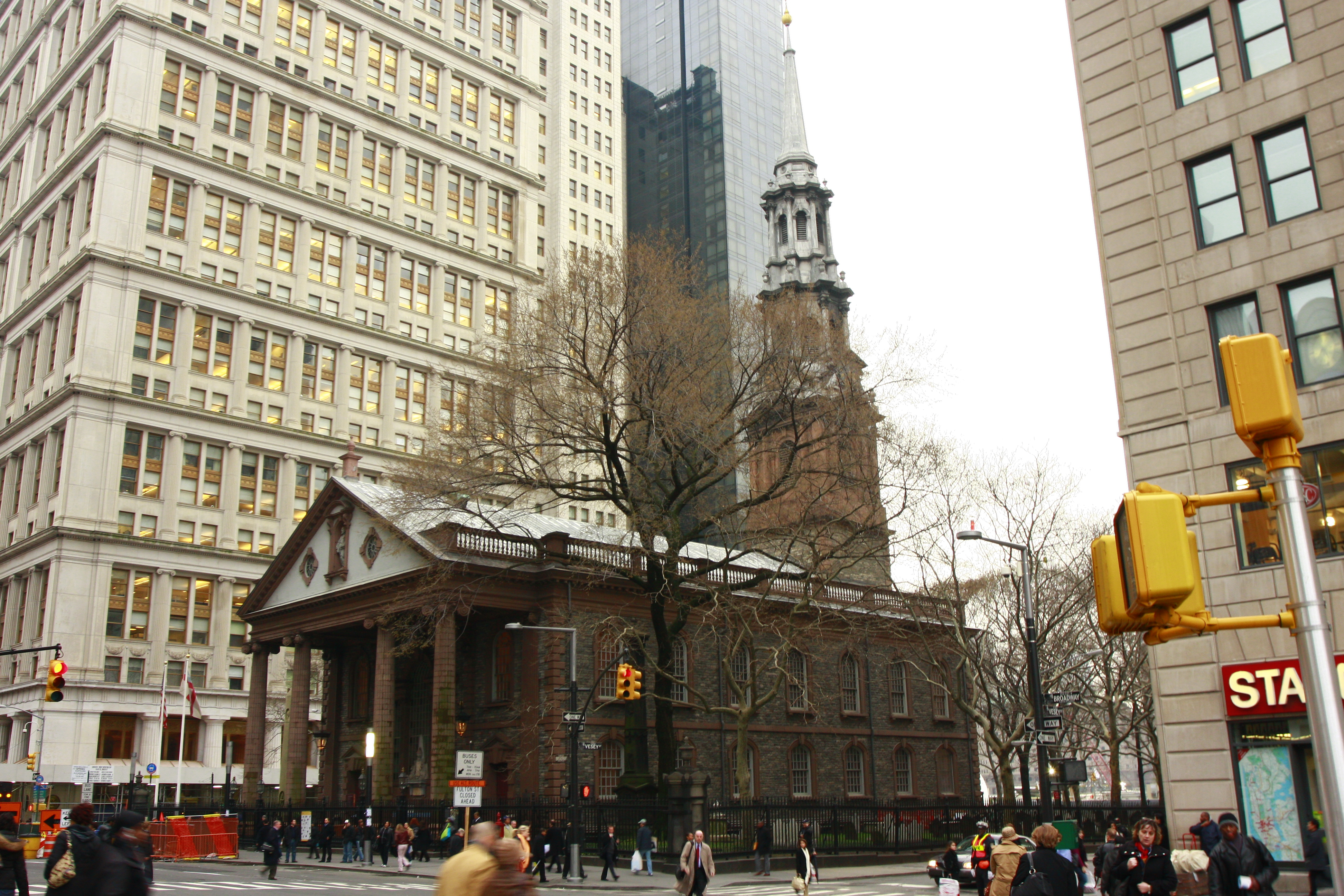
195 Broadway está a la izquierda de la Capilla de San Pablo

El nombre de 195 Broadway cambió varias veces en sus primeros años, reflejando cambios en su propiedad. 195 Broadway fue referido como el "Edificio de Western Union" durante su construcción y como el "Edificio de Teléfonos y Telégrafos" después de su finalización. AT&T se decidió por el nombre American Telephone & Telegraph Building en la década de 1920, que el edificio conservó durante la década de 1980. 195 Broadway estaba estrechamente asociado con AT&T, y 195 Broadway Corporation llegó a abarcar todas las propiedades inmobiliarias de la compañía hasta que AT&T se mudó durante la década de 1980.
Vail se retiró en 1919, poco después de que se terminara 195 Broadway; el nuevo presidente de AT&T, Henry Bates Thayer, ayudó a convertir la empresa en una multinacional de las telecomunicaciones. Mientras estaba en uso como sede de AT&T, 195 Broadway fue el sitio de un extremo de la primera llamada telefónica transcontinental en 1923. El mismo edificio fue el extremo de Nueva York de la primera llamada interurbana Picturephone en 1927 y de la primera llamada telefónica transatlántica, realizada a Londres, Inglaterra, también en 1927. La compañía también fundó la estación de radio WEAF, que transmitía desde la torre Fulton Street 195 de Broadway y continuó haciéndolo después de su compra en 1925 por RCA. En 1941, The New York Times informó que el trabajo en el aparato de radio en construcción en 711 Fifth Avenue, los estudios de la división NBC de RCA, se controlaba desde "una pequeña habitación" dentro de 195 Broadway.
Western Union comenzó a construir una nueva sede en 60 Hudson Street en 1928. La mayoría de las operaciones de la compañía se trasladaron a su nuevo edificio de Hudson Street dos años después. Los servicios de mensajería y ticker de Western Union, así como el departamento de giros postales, se mantuvieron en 195 Broadway. Benedict Brothers cerró su tienda en el vestíbulo de 195 Broadway en 1938. Al año siguiente, AT&T decidió exhibir "el reloj más preciso del mundo" en la ventana más al norte de la fachada de Broadway, una muestra del exitoso servicio de cronometraje desarrollado por Bell Labs de AT&T. En ese momento, AT&T había desarrollado casi el monopolio del servicio telefónico y de larga distancia de los Estados Unidos.
La división Western Electric de AT&T superó la sede original en 195 Broadway en la década de 1950, habiendo obtenido importantes ganancias durante la Guerra Fría. En 1957, Western Electric comenzó a planificar su propia estructura en diagonal a través de Broadway y Fulton, y cinco años más tarde, se mudó a su nuevo edificio de 31 pisos en 222 Broadway. Como resultado del aumento de las ganancias de AT&T en las décadas de 1950 y 1960, la compañía realizó varias renovaciones en 195 Broadway, incluida la instalación de aire acondicionado en todo el edificio de 1959 a 1961. El ático, que anteriormente tenía bancos e instalaciones para empleados para squash y balonmano, fue reemplazado con equipo para soportar el sistema de aire acondicionado. La fachada recibió una limpieza a vapor en 1963, en honor al 50 aniversario de la finalización de 195 Broadway. AT&T planeó reemplazar las rejillas de bronce y los candelabros de alabastro, pero esto fue cancelado después de las objeciones del escritor de arquitectura Henry Hope Reed.

### Venta y uso posterior

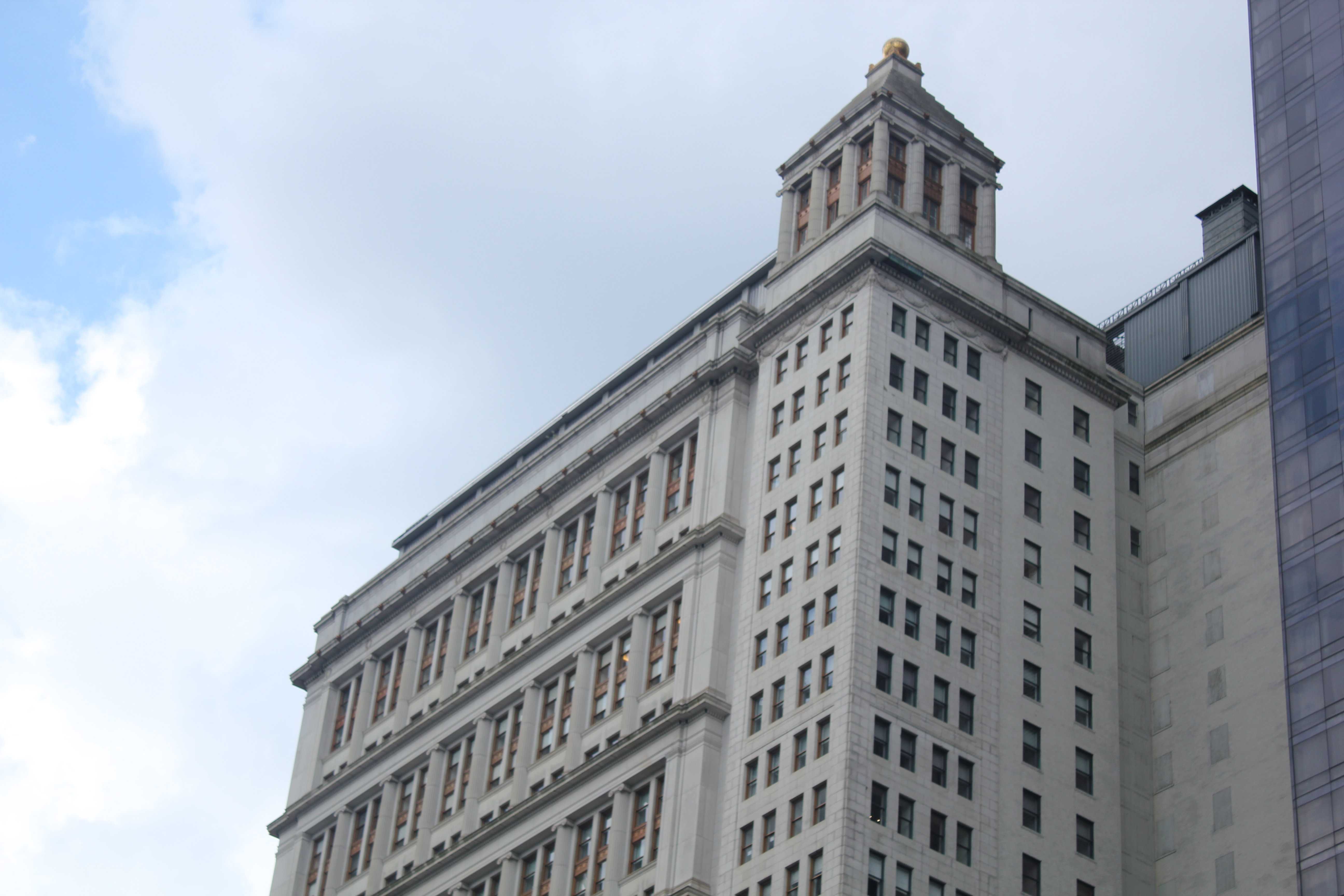
195 Broadway desde Church Street

En 1978, AT&T encargó un nuevo edificio en 550 Madison Avenue. Este nuevo edificio de AT&T fue diseñado por Philip Johnson en el nuevo estilo arquitectónico posmoderno y se completó en 1984, el mismo año de la venta de Bell System. Como parte de la desinversión, 195 Broadway y el resto de la cuadra donde se ubicaba se vendieron por 70 millones de dólares al empresario Peter Kalikow. AT&T retiró su escultura Spirit of Communication del edificio, así como los paneles en relieve originales del escultor Paul Manship, el último de los cuales Kalikow reemplazó con réplicas.
Posteriormente, Kalikow hizo planes para renovar la estructura y arrendarla a los inquilinos de la oficina. La fachada de la estructura se limpió a vapor; se quitó la pintura de los acabados de bronce del edificio; y se pintaron o brillaron adornos de metal. Kalikow destruyó dos estructuras más pequeñas cerca del límite occidental del bloque, e inicialmente planeó extender 195 Broadway hasta Church Street como un anexo de oficinas de 29 pisos. Los planes para el lado oeste de la manzana se cambiaron luego a los de un hotel, pero decidieron no hacerlo después de que expertos en marketing dijeron no sería rentable. Posteriormente se consideró nuevamente el uso de una oficina, pero se descartó ya que el área del piso habría sido demasiado pequeña para los inquilinos de la oficina. Kalikow compró los derechos aéreos de la adyacente Capilla de San Pablo al norte y cambió los planes para la parte occidental de la cuadra a un hotel. La trama se desarrolló finalmente como Millennium Hilton New York Downtown, que se inauguró en 1992.
Kalikow vendió 195 Broadway a L&L Holding Co. y Beacon Capital Partners en 2005 por 300 millones de dólares. En ese momento, Lois Weiss del New York Post dijo que se estimaba que el edificio valía 500 millones de dólares. El exterior y el interior del primer piso del edificio fueron designados oficialmente como monumentos de la ciudad por la Comisión para la Preservación de Monumentos Históricos de Nueva York en julio de 2006. Como parte de la construcción del cercano centro de tránsito de Fulton Center, 195 Broadway se conectaría al Pasaje subterráneo de Dey Street . 195 Broadway se vendió nuevamente en 2013 a un grupo en el que JP Morgan Asset Management era el accionista mayoritario. JP Morgan puso el edificio a la venta en 2019 con un precio inicial de venta de 800 millones de dólares. La estructura fue finalmente comprada por dos organizaciones coreanas por 500 millones.

## Diseño

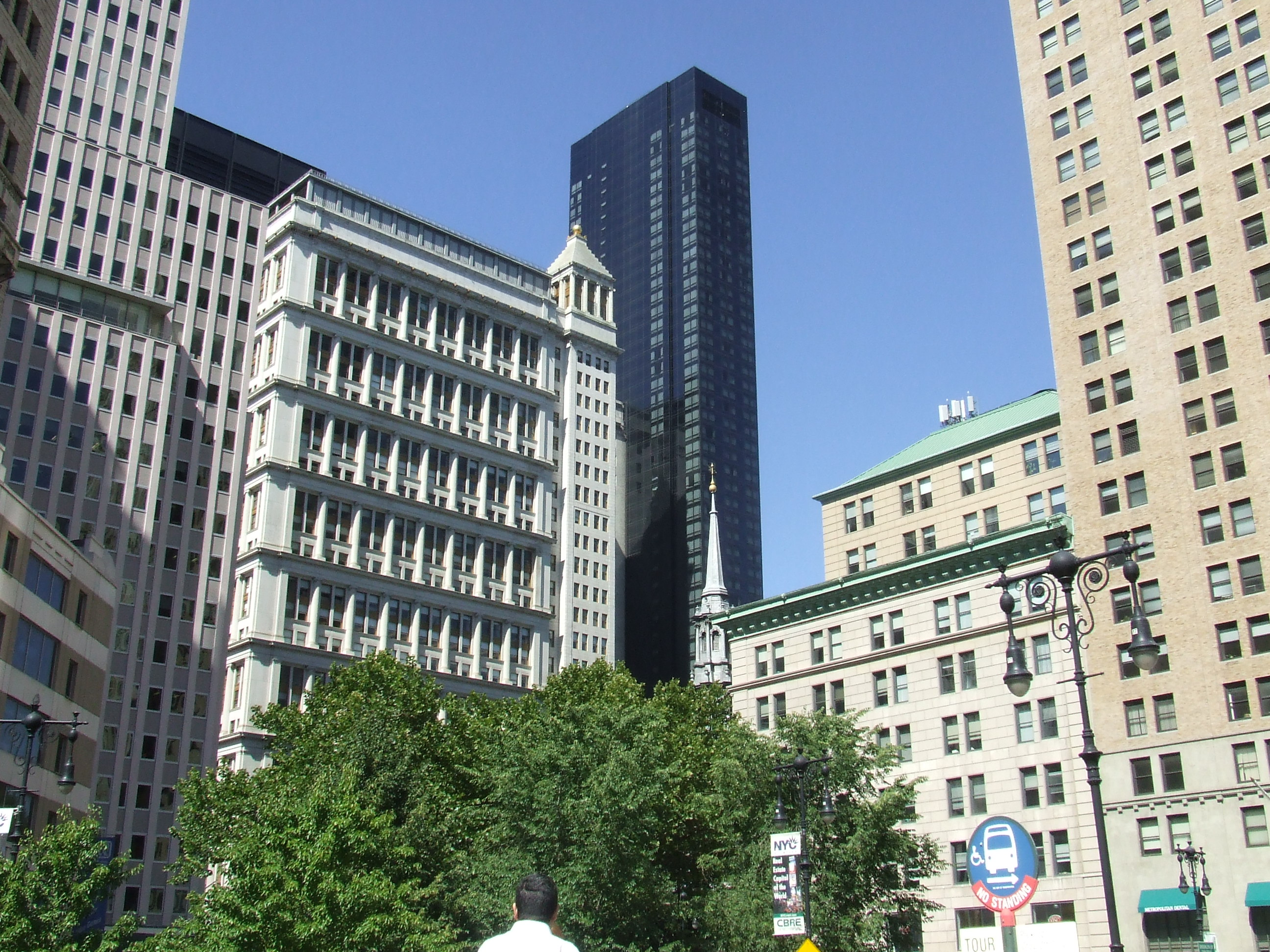
195 Broadway (centro izquierda) visto desde Park Row

Aunque se acredita a Bosworth como el arquitecto, el diseño de 195 Broadway fue ideado principalmente por Vail. Según Bosworth, "El objetivo de Vail era que [195 Broadway] expresara el ideal que representa la Compañía Telefónica". En 1922, un escritor anónimo de The American Architect: Architectural Review dijo que los materiales de 195 Broadway "representan la permanencia tanto interior como exterior". En ese momento el estilo neoclásico se estaba utilizando en los edificios de las sedes en los Estados Unidos, y Bosworth convenció a los funcionarios de AT&T para que adoptaran en el 195 Broadway el estilo neogriego. Para el vestíbulo, Bosworth se inspiró en el diseño de los pórticos del Partenón y los hipóstilos egipcios para crear "un bosque de mármol pulido" sostenido por columnas macizas.
El diseño de Bosworth estaba fuertemente influenciado por los griegos; presentaba capas de columnas de granito gris en estilos dórico y jónico, y un vestíbulo que incluía 43 columnas dóricas de gran tamaño hechas de mármol. Muchos detalles del edificio, como las columnas y las rejas de metal sobre cada tramo de entrada, eran copias casi idénticas de características similares en edificios griegos clásicos como el Partenón y el Templo de Artemisa. Bosworth también incorporó varios "refinamientos arquitectónicos" que el profesor del Museo de Brooklyn William H. Goodyear había señalado como característicos de la arquitectura griega, incluido el espacio entre columnas y columnas progresivamente más pequeñas en los pisos superiores. El ornamento fue otra parte importante del diseño y fue omnipresente en 195 Broadway. Bosworth escribió más tarde que estaba "inmensamente orgulloso" del diseño de Broadway de 195, del cual extrajo todos sus diseños posteriores de inspiración griega.

### Forma
El edificio tiene un frente de 84 m (metros) en la calle Dey, 47 m en Broadway y 61 m en la calle Fulton. La estructura tiene 27 pisos, incluido el ático y el vestíbulo de doble altura.
El anexo de la calle Dey, a lo largo de la parte sur del edificio, era una estructura en forma de L en la esquina de esta calle y Broadway con una extensión que llegaba a la calle Fulton. El más occidental de 10 m en Fulton fue diseñado como un campanario para encajar con su forma estrecha y alta. Este tiene 29 pisos de altura.
La fachada está hecha de granito de Vermont blanco. La primera sección en ser construida, en la porción occidental de la parcela de frente a la calle Dey, era 22,9 por 23,5 m y está articulado por cuatro tramos. La segunda fase extendió el edificio a Broadway con una ala pequeña que extiende atrás a Fulton; esta fase incluyó agrupaciones adicionales de cuatro tramos en Dey y Broadway, separados por "tramos transicionales". La fase final, en la esquina de Broadway y Fulton, conectó las dos fachadas respectivas en estos lados.
Hay tres conjuntos de cuatro tramos en Dey y dos conjuntos de este tipo en Broadway; los "tramos de transición" son más sencillos y ligeramente retrasados. En Dey y Broadway, cada conjunto de cuatro tramos está dispuesto de modo que los centrales sean más anchos y las columnas de los pisos más altos estén ligeramente retrasadas con diámetros más pequeños. La fachada de Fulton, a diferencia de las fachadas de Dey y Broadway, se divide en dos secciones: el campanario al oeste y la columnata continua de ocho tramos al este. En las tres fachadas principales, los tramos del primer piso tienen marcos de entrada o marcos de ventanas hechos de bronce. Las rampas para sillas de ruedas se cortan en ciertos tramos de entrada a lo largo de las calles Fulton y Dey.
La articulación del edificio consta de tres secciones horizontales similares a los componentes de una columna, a saber, una base, un eje y un capitel. Sin embargo, a diferencia de otros edificios donde la base y el capitel eran más elaborados que el eje, toda la fachada de 195 Broadway consistía en una "decoración sostenida de órdenes superpuestos", similar a los antiguos edificios griegos y romanos como el Septizodium en Roma o la Biblioteca de Pérgamo en la actual Turquía. Por tanto, la fachada estaba compuesta por una columnata dórica a lo largo del primer piso de doble altura y ocho conjuntos de columnatas jónicas de triple altura en los pisos posteriores. Las columnas dóricas de la base sostenían un friso que recorría la parte superior del primer piso. El piso más bajo de cada capa de columnatas jónicas contenía parteluces y enjutas de piedra, lo que contribuía a la "solidez" del edificio. Un alto parapeto en la parte superior busca proyectar "fuerza y solidez uniendo las columnas", al igual que los tramos de transición de la estructura. Toda la fachada fue diseñada de esta manera, excepto por la torre con forma de campanario en la calle Fulton.
En el lado de Fulton, los tres tramos más al oeste comprenden una torre de 129 m cuya fachada consiste en una base ornamentada de tres pisos y un eje de granito de 22 pisos relativamente sin decorar. La base tiene dos aberturas de garaje en el primer piso; dos pares de ventanas con marcos de bronce en el segundo, con cada par separado por una columna jónica; y una columnata en el tercero, articulada por pilastras verticales que tienen diversas decoraciones. Los pisos superiores están flanqueados por columnas jónicas. El techo de esta torre es una corona piramidal inspirada en representaciones contemporáneas del Mausoleo de Halicarnaso.

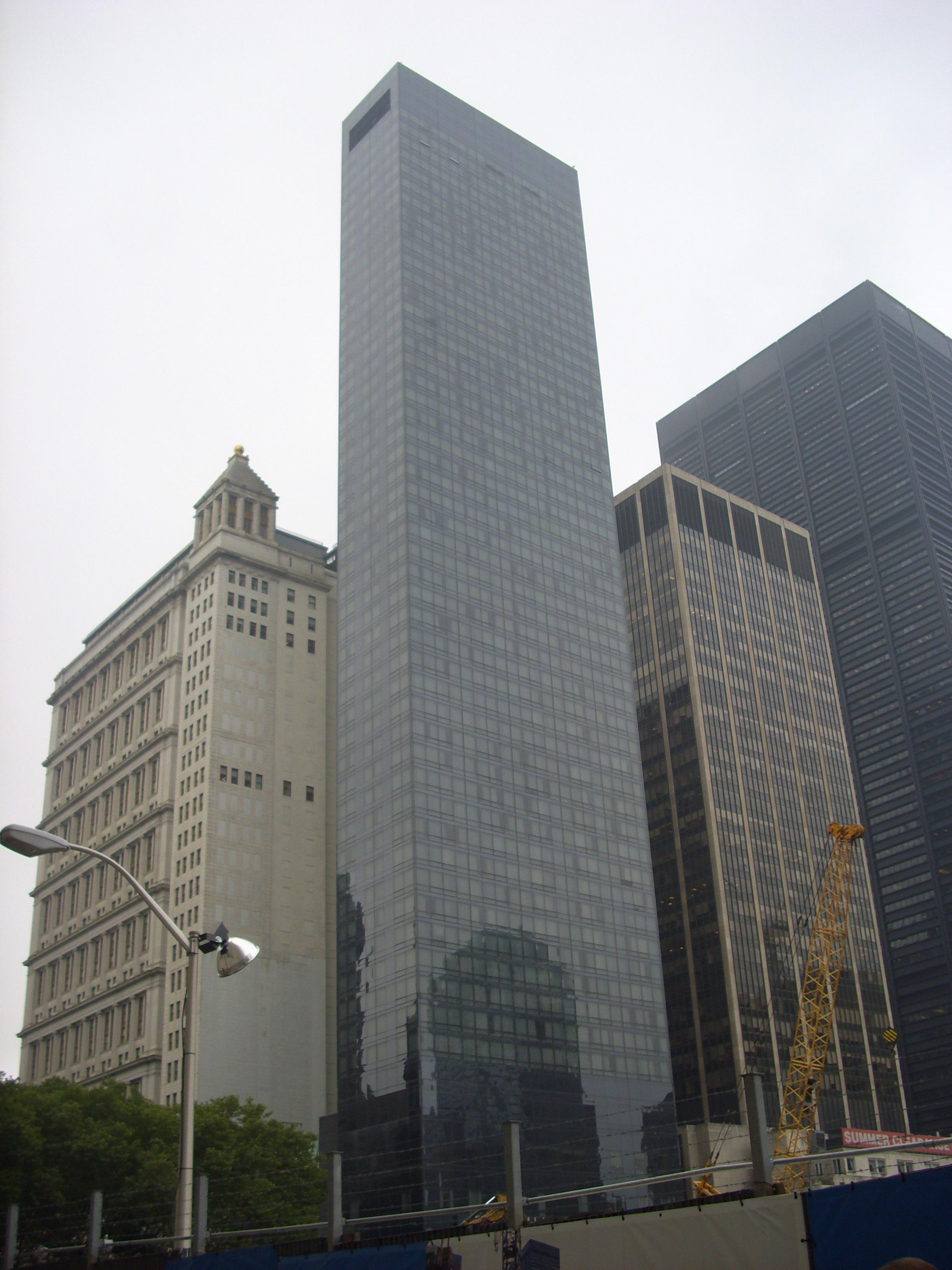
El hotel Millenium Hilton bloquea gran parte del muro occidental del ala de la calle Dey; la torre del campanario en la calle Fulton se puede ver a la izquierda.

Las elevaciones menores están a lo largo del lado norte del ala de la calle Dey y los lados oeste de las alas de las calles Dey y Fulton. La fachada occidental del ala de Fulton tiene aberturas de ventanas relativamente sencillas, y la fachada occidental del ala de Dey es una pared sin ventanas bloqueada en su mayoría por el Millennium Hotel. La fachada norte del ala de Dey también tiene aberturas de ventanas; la sección central de esta fachada no tiene ventanas y tiene un patio de luces que se rellenó durante la década de 1960.

### Interior
195 Broadway tiene 93 000 m² de espacio interior, unos 3300 m² por piso. Antes había 28 ascensores que prestaban servicio a los pisos de oficinas, pero a partir de 2020, hay 22 ascensores de pasajeros que viajan desde el vestíbulo hasta los pisos superiores. Los ascensores están divididos en zonas, y cada uno solo sirve a cierta gama de pisos. Específicamente, ocho ascensores viajan desde el vestíbulo hasta los pisos 23 al 28; seis, desde el 15 al 22; y ocho, del 4 al 15. Un solo elevador de carga da servicio a todos los pisos. Los pisos de oficinas tienen diferentes alturas de techo. Los pisos 6, 9, 12, 16, 19, 22 y 25 tienen techos de 4,1 m; el techo del piso 28 mide 5,3 m; y los pisos de oficinas restantes a partir del cuarto piso tienen 3,8 m.
Según The New York Times, se considera que 195 Broadway tiene la mayor cantidad de mármol de cualquier edificio de oficinas de Nueva York; el material es tan omnipresente que incluso se utilizó para las escaleras de incendios. La estructura también incorpora bronce fundido o níquel plateado en su mobiliario interior, como marcos de ventanas y pomos de puertas.

### Primer piso
El vestíbulo tiene un techo de 12 m de altura y 1400 m² de área de piso. El techo está sostenido por columnas de mármol blanco de orden dórico; los tabiques interiores también son de mármol blanco; y los pisos son de mármol gris. El techo tiene una cuadrícula de arcas salpicadas por pesadas vigas decoradas en verde y oro. Los tableros de directorios del vestíbulo también son de colores brillantes. Hay candelabros de bronce y alabastro que cuelgan del techo. Al igual que la fachada, el vestíbulo incluye muebles de bronce y está fuertemente influenciado por la arquitectura griega.
La sección más antigua del edificio, en el lado suroeste que daba a la calle Dey, incluía un vestíbulo, tiendas, oficinas, escaleras de incendios y un estrecho banco de ascensores cerca del muro este. Los ascensores miran hacia el este, hacia el vestíbulo más grande de la calle Dey. El resto del ala de Dey (sur), que se extiende hacia el este hasta Broadway, incluye un vestíbulo principal con puertas giratorias en Dey. Está rodeado al norte, oeste y este por bancos de ascensores. Debido a que la calle Dey se elevó gradualmente a medida que se acercaba a Broadway hacia el este, hay numerosos recintos ligeramente elevados cerca de los tramos de entrada en esa calle. El espacio se subdivide aún más por barandillas de baja altura y tabiques de mármol. Un corredor se extiende hacia el este hasta Broadway, donde originalmente había dos entradas con puertas giratorias.
Bajo el campanario en la calle Fulton, había espacio comercial, que luego se convirtió en gran parte en un par de muelles de carga de 11 m de profundidad. El vestíbulo de la calle Fulton (norte) también tiene un pasillo que se extiende hacia el sur hasta el ala de la calle Dey, y hay ascensores en las paredes sur y este del vestíbulo. Cuando se completó el espacio de la esquina en Broadway y Fulton, se eliminó el muro que separaba el nuevo vestíbulo hacia el norte y el antiguo vestíbulo hacia el sur. Se instalaron los ascensores en la pared este y se erigieron más columnas dentro del vestíbulo para crear una sala de estilo hipóstilo. Se instalaron cerchas en voladizo en el tercer piso para soportar el peso originalmente soportado por la pared en el vestíbulo de Broadway. La construcción de la sección de la esquina incluyó la adición de dos puertas giratorias más en la sección norte de la fachada de Broadway, tres puertas giratorias en Fulton. Esta sección incluía una tienda para los Benedict Brothers.
El vestíbulo de Broadway, en el lado este del lote, está separado de las alas de las calles Fulton y Dey por los ascensores a lo largo de las paredes orientales de estas alas, así como por un par de escaleras de incendios. Los pasillos de los vestíbulos de ambas alas conducen al este hasta el vestíbulo de Broadway. Las alas tienen arreglos de columnas asimétricas, pero esto no es inmediatamente visible desde el vestíbulo de Broadway debido a la presencia de los ascensores.

#### Sótanos
195 Broadway tiene cinco niveles de sótano, etiquetados alfabéticamente de arriba abajo (es decir, el nivel más bajo es el E). Los niveles B, C y E tienen áreas de almacenamiento.
El nivel del sótano superior, el A, se encuentra junto al complejo de la estación de Fulton Street en el Metro de Nueva York, que sirve a las líneas 2, 3, 4, 5, A, C, J y trenes Z. Desde el lado de Fulton hay una entrada directa a la plataforma en dirección sur de la Línea de la Avenida Lexington (servida por los trenes 4 y 5), que está directamente debajo de Broadway. Hacia el oeste desde Broadway, las escaleras al metro están ubicadas en el segundo tramo y están enmarcadas por un marco de bronce. En el sótano, hay un muro de granito de 23 m de largo entre la plataforma y el edificio. Dentro de la pared de granito hay puertas corredizas de bronce y una ventana larga separada por parteluces de bronce. Las puertas corredizas solían proporcionar acceso a la estación, un propósito que ahora es servido por torniquetes.

## Elementos decorativos

### Arte

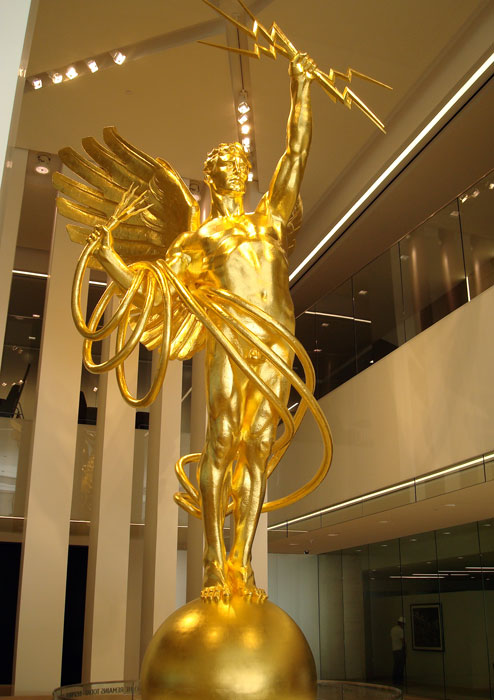
Spirit of Communication, anteriormente en el edificio AT&T

El edificio originalmente presentaba una escultura de bronce dorado originalmente llamada Genius of Telegraphy, colocada sobre el techo piramidal del campanario en 1916. La artista Evelyn Beatrice Longman creó una estatua que representa una figura masculina alada de 7,3 m encima de un globo, envuelto por cables, apretando tornillos de electricidad en su mano izquierda. Después de una venta por orden judicial de Western Union, el título oficial de la estatua se cambió a Genius of Electricity en el momento de su instalación. La estatua fue renombrada nuevamente como Spirit of Communication en la década de 1930, pero ha sido más conocida por su apodo, Golden Boy. En 1984, cuando AT&T se trasladó a 550 Madison Avenue, la estatua se trasladó al vestíbulo de 550 Madison; la estatua se trasladó más tarde una vez más a Nueva Jersey.
Una de las primeras obras públicas de Paul Manship fue "Los cuatro elementos", un conjunto de cuatro relieves de bronce en la fachada inferior del edificio. Los relieves Manship se encuentran sobre las puertas giratorias en el lado de Broadway, así como en las enjutas dentro de las cuatro tramos más occidentales a lo largo de Dey Street. Los relieves representan respectivamente tierra, aire, fuego y agua. Posteriormente fueron reemplazados por copias.
En Fulton Street, sobre el tercer piso del campanario, hay un relieve de piedra que representa una personificación de la electricidad con un escudo que tiene el símbolo de Western Union; un león de bronce en el centro; y un relieve en piedra de Deméter sosteniendo una antorcha.
En el vestíbulo, Gaston Lachaise originalmente planeó diseñar una "estatua de mármol de una mujer joven" de 6,7 m a lo largo de la pared este del vestíbulo del ascensor de Broadway, aunque este trabajo no se instaló. En cambio, este espacio fue ocupado por Service to the Nation in Peace and War (1928), un grupo alegórico de Chester Beach. La pieza, en bronce y mármol, representa personificaciones de las telecomunicaciones, la guerra y la paz.

### Otras características
La fachada tiene adornos como guirnaldas y guirnaldas. Hay enjutas de bronce con frisos decorativos dentro de los tramos del piso superior, y la fachada del piso superior debajo del parapeto tiene cabezas de león de bronce. Los relieves foliados se encuentran dentro de los marcos de las puertas y ventanas a nivel del suelo, y las antefijas están ubicadas sobre los escaparates y las entradas del metro de Dey y Fulton Street. Las entradas del metro también tenían caras de granito y puertas de bronce, y la decoración se extendía hasta el sótano donde se encontraba la plataforma del metro.
Manship también diseñó otras decoraciones, incluidas las puertas de los ascensores, los paneles del suelo y los bebederos de bronce. Las decoraciones de bronce en el vestíbulo se quitaron cuando AT&T se mudó durante 1984. Manship también pudo haber trabajado en los candelabros y las ventanas del vestíbulo, aunque no está claro el alcance de su participación. Lachaise recibió el encargo del friso que recubre el ascensor de la calle Fulton Street.

## Inquilinos

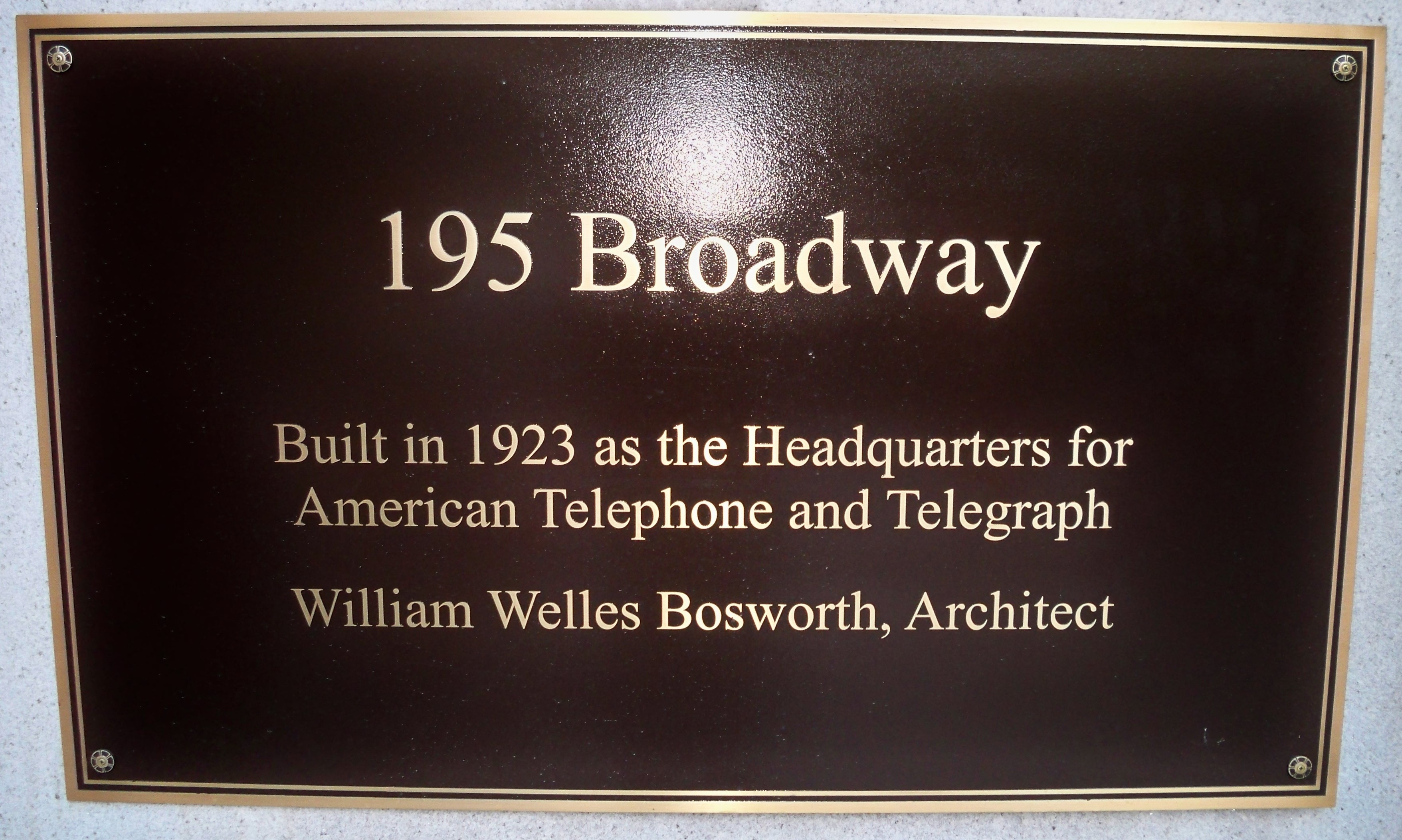
Placa conmemorativa

- HarperCollins[41][75]
- Omnicom Group[41][76]
- Thomson Reuters[41][77]
- Getty Images[78][79]
- Abrams Books[80][81]

## Recepción crítica
En 1914, un escritor de The New York Times declaró que Bosworth y los funcionarios de AT&T habían colaborado para proporcionar un edificio que serviría como "una adición artística a las imponentes estructuras comerciales de la parte baja de la ciudad", con un diseño interior bien planificado. Kenneth Clark, de Architectural Record, declaró que el detalle de las características de inspiración griega se encontraba entre los "puntos más fuertes" del edificio.
Cuando Kalikow tomó posesión de 195 Broadway en 1984, vio que la ornamentación interior de bronce fundido había sido pintada y dijo: "Tuve la sensación de que lo que [AT&T] estaba tratando de hacer era restar importancia [...]. No querían que nadie supiera que vivían en un palacio ".